# Vigi Ministère de l'Intérieur
Vigi. Ministère de l'Intérieur, souvent appelé simplement Vigi, est un syndicat de policiers et de personnel administratif du Ministère français de l'intérieur.
Le syndicat est connu de 1946 à 2017 comme la Fédération CGT-Police, il cesse d'être affilié à la CGT en septembre 2018.

## Historique
La Fédération CGT-Police naît de la transformation de la Fédération des Sociétés amicales de la police de France et des colonies (1906) d'avant la Seconde Guerre mondiale en Fédération nationale des syndicats de police de France et des colonies qui s'affilie à la Confédération générale du travail en 1946. Elle subit dès 1947 les effets de la scission, et aussi de la répression menée par Jules Moch, ministre de l'Intérieur. Elle éclate alors en plusieurs fédérations : Force ouvrière, indépendante, autonomes (à l'origine de l'UNSA Police), et des syndicats CFTC se créent. Les syndicats restant affiliés à la Fédération CGT-Police sont minoritaires.                                          
Au congrès de la fédération qui a eu lieu du 19 au 21 juin 2017, le syndicat est rebaptisé Vigi Ministère de l'Intérieur. Il reste alors affilié à la CGT.
Le 13 septembre 2018, le syndicat Vigi Ministère de l'Intérieur a décidé de ne plus être affilié à la CGT pour les élections professionnelles de 2018.
Aux élections professionnelles du 30 novembre au 6 décembre 2018 le syndicat Vigi est représenté sur les listes du ministère et de la Police Nationale sans l’étiquette CGT et récolte 0,4 % des voix. Le syndicat Vigi Ministère de l’Intérieur est alors dirigé par Alexandre Langlois.
Le syndicat a annoncé en septembre 2018 vouloir porter plainte contre le ministre de l'intérieur de l'époque Gérard Collomb et à nouveau en septembre 2019 contre Éric Morvan le directeur général de la Police nationale.
Le 3 juillet 2019 Alexandre Langlois a été suspendu de ses fonctions pendant une période de 12 mois dont 6 avec sursis pour avoir « gravement manqué aux obligations statutaires et déontologiques ». Ces manquements concernent les tracts et interventions de Langlois lors de ses prises de positions syndicales. Langlois a annoncé qu'il va contester devant le tribunal administratif en référé cette décision et porter plainte contre le ministre de l'intérieur Christophe Castaner. Le policier Noam Anouar, délégué du syndicat Vigi, est suspendu par sa hiérarchie en février 2020 pour avoir dénoncé les violences policières exercées contre les manifestants lors d'une interview télévisée. Sa hiérarchie l'a convoqué le 5 février en évoquant des manquements « devoirs d’exemplarité, d’obéissance, de réserve, aux obligations de rendre compte, de loyauté » et de la « négligence professionnelle ».